# Seppo Kellomäki
Seppo Lauri Pellervo Kellomäki, född 11 augusti 1944 i Virdois, är en finländsk skogsvårdsexpert.
Kellomäki blev agronomie- och forstdoktor. 1977. Han var 1981–1982 planeringsprofessor vid Joensuu universitet och utnämndes 1982 till professor i skogsvårdsvetenskap. Han var 1990–1994 forskarprofessor och 2001–2006 akademiprofessor. År 1993 utnämndes han till ledamot av Finska Vetenskapsakademien.
Kellomäki har studerat vilken effekt klimatförändringar och atmosfärens stegrade koldioxidhalt har på det nordliga barrskogsbältets ekosystem och skogsträdens fysiologi.